# Euphylidorea lutea
Euphylidorea lutea är en tvåvingeart som först beskrevs av Doane 1900.  Euphylidorea lutea ingår i släktet Euphylidorea och familjen småharkrankar. Inga underarter finns listade i Catalogue of Life.